# 이누즈카 키바
이누즈카 키바는 만화 《나루토》의 등장인물이다.
성우: 토리우미 코스케 / 현경수
상급닌자 유우히 쿠레나이가 담당하고 있는 제8반의 닌자이다. 이누즈카 일족의 일원으로, 자신의 닌자견 아카마루와 언제나 함께 다닌다. 닌자견보다 더 뛰어난 후각을 갖고 있다.